# Гейтс, Реджинальд
Реджинальд Гейтс (англ. Reginald Ruggles Gates; 1 мая 1882, Мидлтон, Канада — 12 августа 1962, Лондон, Великобритания) — английский антрополог, биолог, генетик и ботаник канадского происхождения, член Лондонского королевского общества.

## Биография
Родился 1 мая 1882 года в Мидлтоне. В 1904 году окончил университет Макгилла в Монреале. С 1906 по 1911 год работал в Чикагском университете и Миссурийском ботаническом саду. В 1912 году переехал в Великобританию, где 2 года отработал в госпитале Святого Томаса в Лондоне, а затем несколько месяцев отработал в Оксфордском университете. С 1915 по 1916 год работал в Калифорнийском университете в США, а с 1919 по 1943 год работал в Лондонском университете, при этом с 1921 года он был избран профессором этого университета. С 1946 по 1950 год работал в Гарвардском университете. С 1950 года — на пенсии.
Скончался 12 августа 1962 года в Лондоне.

## Научные работы
Основные научные работы посвящены изучению цитогенетики рода Oenothera.
- Сторонник и активный пропагандист евгеники.

## Членство в обществах
- Член Лондонского королевского общества (1931-62).

## Награды и премии
- Медаль имени Г.И.Менделя АН ЧССР (1911).
- Медаль имени Т.Г.Гексли (1914).